# Dayana Méndez
Dayana Méndez – ekwadorska zapaśniczka w stylu wolnym. Brązowa medalistka mistrzostw panamerykańskich w 2014. Zdobyła dwa medale mistrzostw panamerykańskich, srebro w 2013.